# Las Tunas
Las Tunas je jedna z provincií Kuby. Její hlavním městem je Las Tunas. Provincie má plochu 6 592 km² a přibližně 535 000 obyvatel. Nachází se na východní části ostrova, zasahuje k severnímu i jižnímu pobřeží ostrova (záliv Guacanayabo). Sousedí s provinciemi Camagüey, Holguín a Granma.
Provincie se skládá z 8 municipalit:
- Manatí
- Puerto Padre
- Jesús Menéndez
- Majibacoa
- Las Tunas
- Jobabo
- Colombia
- Amancio